# Liga Desportiva Petrolinense
A Liga Desportiva Petrolinense, é uma liga municipal de futebol amador do município de Petrolina no interior de Pernambuco. Fundada em 1948 por Januário Alves, é filiada a Federação Pernambucana de Futebol e participa da Copa do Interior das Ligas Municipais.

## História
O futebol em Petrolina no final da década de 40 era bastante praticado nos bairros, muitos torneios eram realizados e cada time possuía sua torcida apaixonada. Como esses campeonatos tornavam-se cada vez mais disputados e atraíam muitos torcedores aos jogos, sentiu-se a necessidade de criar uma instituição que pudesse organizar o futebol amador na cidade. Nasceu, assim, a Liga Desportiva Petrolinense (LDP) em 1948, onde Januário Alves, apaixonado pelo futebol foi o fundador da liga. A Liga teve um papel importante para a difusão do esporte. Com a entidade, os times filiavam-se para garantir o direito de participar do campeonato amador. Palmeiras Esporte Clube, equipe mais antiga da cidade e fundada em 1949, América Futebol Clube, Caiano Sport Clube, Ferroviária Esporte Clube, Náutico Esporte Clube, 1º de Maio Esporte Clube, Petrolina Social Futebol Clube travaram grandes duelos nos campeonatos.
No município não se praticavam outros esportes e por ser tão popular, o futebol era umas das principais atrações da cidade. O ex-jogador da década de 60, Ederaldo Barbosa, conhecido por Dedé das Pedrinhas, relembra como as pessoas reagiam em época de campeonato. “A cidade respirava futebol no sábado, domingo e na segunda. A Praça Dom Malan era o nosso ponto de discussão sobre futebol”, — acrescenta Dedé.
Antes da construção do estádio Paulo de Souza Coelho, os jogos amadores eram realizados no campo do Colégio Dom Bosco. A cada ano, a rivalidade aumentava ainda mais. Os torcedores eram fiéis e apaixonados pelos seus times. Em dia de clássico, a cidade praticamente parava. Amantes do bom futebol, imprensa e empresários se amontoavam para garantir seu lugar no campo. Mesmo em dia que não era clássico, os torcedores de outras equipes assistiam às partidas, pois, segundo Luciano Alves ex-residente da LDP e ex-jogador, “o futebol era tão bonito de ser assistido que valia a pena a gente sair de casa para ver qualquer jogo”. Os times amadores da cidade possuíam uma estrutura aproximada dos times profissionais de hoje. Treinavam, se concentravam, recebiam gratificações, tudo pelo amor que o esporte oferecia. Todos os jogadores tinham como o futebol uma forma de renda extra, mas com amor e diversão em primeiro plano. As empresas que tinham jogadores como funcionários os liberavam mais cedo para os treinamentos e concentrações. Por muito tempo, a Liga organizou campeonatos amadores, mas, nas décadas de 1980 e 1990, a safra de jogadores teve maior destaque no cenário nacional e mundial. Os atletas tinham mais visibilidade e eram contratados pelos clubes profissionais. Com o passar do tempo, o profissionalismo acabou se instalando no lugar do futebol amador e os torcedores passavam a frequentar menos o estádio. “Sem dúvida o profissionalismo tomou o brilho e a paixão do futebol na região”, afirma o presidente da LDP. Hoje com o avanço desenfreado das contratações futebolísticas, os campeonatos amadores passam por uma grande crise. Segundo Alves, os atletas da atualidade esqueceram do amor pelo futebol e passaram a pensar primeiramente na parte financeira — “Acabou a época da paixão pelo esporte mais popular do Brasil, o dinheiro subiu para a cabeça dos nossos jogadores”, ressalta o ex-mandatario.
Após seis anos sem haver o campeonato amador em Petrolina, a LDP buscou resgatar a história dos grandes clubes. Em 2011, dois times tradicionais disputaram a final do torneio, onde o Palmeiras se sagrou campeão e o Caiano vice. Os jogos aconteceram no estádio Paulo Coelho, e mesmo sem a cobrança do ingresso os torcedores não frequentaram as partidas como nas décadas passadas.

## Campeonato de futebol amador de Petrolina vai da glória ao abandono
Os tempos de glória do futebol amador de Petrolina ficaram no passado. O campeonato que nas décadas de 1970 e 1980, levava inúmeros torcedores ao estádio Paulo de Souza Coelho, antes conhecido como Associação Rural, em 2015 e 2016, sequer foi realizado, repetindo o que aconteceu entre 2005 e 2010. Essa é mais uma crise na história da competição que, no passado, servia como garimpo de jogadores para os clubes profissionais, principalmente, da região Nordeste. Times tradicionais da cidade como Caiano, América e Palmeiras foram perdendo força ano após ano. O interesse do torcedor também foi caindo com o passar do tempo. Na última edição do Campeonato amador, em 2014, não era difícil ver o estádio Paulo Coelho repleto de lugares vazios.

### Cidade sem futebol
Ex-jogador e último presidente da Liga Desportiva Petrolinense (LDP), entidade responsável pela organização do certame, Francisco Hélder Viana lamenta a falta de incentivo e a decadência do esporte amador no município do sertão pernambucano. Segundo ele quando sua gestão assumiu, em 2012, foi executado um projeto ambicioso, onde iria revelar vários atletas para a região, fazer as competições com um nível melhor, bem organizada, objetivo alcançado através do apoio da sua diretoria. Mas, infelizmente, aconteceram algumas coisas que os atrapalhou, principalmente na questão parceria com a prefeitura. No meu ponto de vista dele, eles estavam fazendo uma competição e valorizando mais essa competição do que o amador. Lembrando que o amador existe há mais de 40 anos e já revelou vários atletas para o cenário profissional do futebol. Com isso, aconteceram muitos atritos, que  pra ele é normal, mas que prejudicou totalmente o futebol amador, sendo um dos motivos para que há dois anos não tenha o campeonato – afirma o dirigente.
Além da falta de incentivo do poder público, Chico Hélder, como é conhecido, credita o enfraquecimento futebol amador em Petrolina ao início do futebol profissional na cidade, no final da década de 1990, com as profissionalizações do 1º de Maio e do Petrolina.

## Equipes da liga
- América Futebol Clube
- Caiano Sport Clube
- Ferroviária Esporte Clube
- Flamengo
- Grêmio Cassimiro
- 1º de Maio Esporte Clube
- Náutico Esporte Clube
- Petrolina Social Futebol Clube
- Palmeiras Esporte Clube
- Santa Cruz